# Spy (film 1996)
Spy (The Long Kiss Goodnight) è un film del 1996 diretto da Renny Harlin, e sceneggiato da Shane Black.

## Trama
Samantha Caine è un'amnesiaca: ha dimenticato il suo passato, compresa l'identità del padre di sua figlia. Dopo un incidente, la sua memoria inizia a tornare insieme alle sue abilità; scopre infatti d'essere stata un micidiale agente segreto della CIA col nome di Charly Baltimore. Aiutata da un investigatore privato, cui aveva dato il compito d'indagare sul suo passato, ridiventa una macchina da guerra per difendersi dai sicari che la braccano.